# Nieuw-Ginneken
Nieuw-Ginneken is een voormalige gemeente in de provincie Noord-Brabant.

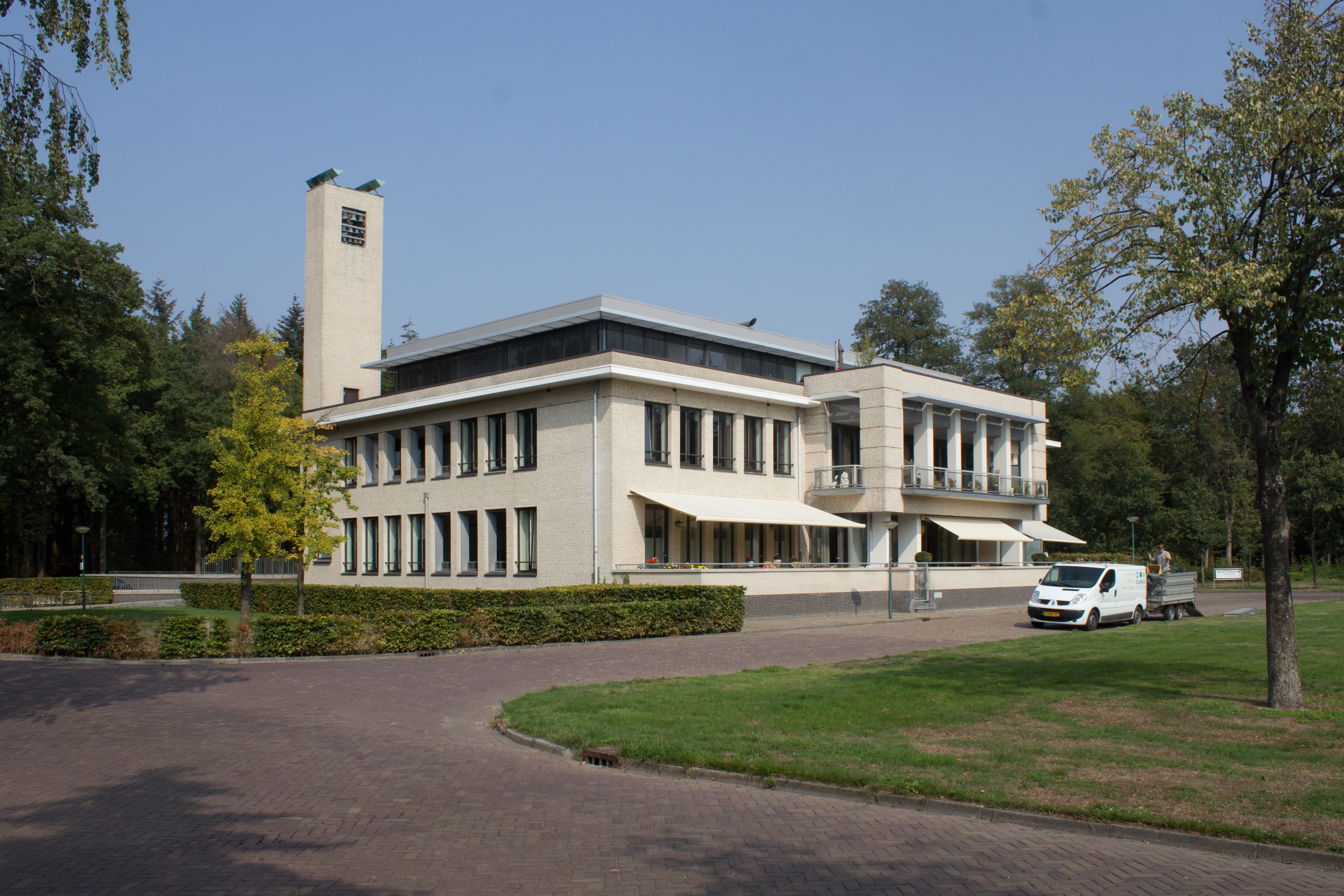
Het voormalige raadhuis van Nieuw-Ginneken te Ulvenhout

## Geschiedenis
De gemeente is gevormd in 1942 uit het grootste deel van de toen opgeheven gemeente Ginneken en Bavel. Het gemeentehuis stond in Ulvenhout. In 1997 is de gemeente opgeheven, het deel ten noorden van de snelweg A58 is overgeheveld naar de gemeente Breda (met de dorpen Bavel en Ulvenhout), het overige deel (met de dorpen Galder en Strijbeek), en een klein stukje van Ulvenhout en Bavel ten zuiden van de A58 naar de gemeente Alphen-Chaam. Deze gebieden dragen de naam Ulvenhout AC en Bavel AC.

## Wapens
In 1996, kort voor de opheffing, heeft de gemeente de dorpswapens voor Bavel en Ulvenhout vastgesteld. Het dorpswapen van Ginneken dat in 2011 door Breda is vastgesteld, is het oude gemeentewapen van Nieuw-Ginneken.

## Geboren
- Marian Latour (1962), illustratrice
- Paul de Bont (1961), schrijver, producent

Hoofdplaats: Alphen      Dorpen: Bavel (deels) · Chaam · Galder · Strijbeek · Ulvenhout (deels) 

Buurtschappen: Alphen-Oosterwijk · Anneville · Balleman · Boshoven · Boslust · Couwelaar · Chaamdijk · Dassemus · Druisdijk · Geersbroek · Ginderdoor  · Grazen · Heerstaaien · Heikant · Het Sas · Hondseind · Houtgoor · Kalishoek · Kerzel · Klooster · Kwaalburg · Leg · Looneind · Meijsberg · Notsel · Rakens · Snijders-Chaam · Terover · Venweg · 't Zand 

Noord-Brabant: Steden en dorpen      Nederland: Provincies · Gemeenten
Hoofdplaats: Breda      Dorpen / stadswijken: Bavel (deels) · Effen · Ginneken · Prinsenbeek · Princenhage · Teteringen · Ulvenhout (deels) 

Buurtschappen: Achterste Rith · Bolberg · Diunt · Eikberg · 
IJpelaar · Lage Aard · Lies · Lijndonk · Overa · Rith · Roosberg · Strikberg · Tervoort · Vaareind · Verloren Hoek · Vuchtschoot · Westrik

Noord-Brabant: Steden en dorpen      Nederland: Provincies · Gemeenten